# Palas de Rey
Palas de Rey (w jęz. galicyjskim Palas de Rei) – miasto w Hiszpanii w regionie Galicja w prowincji Lugo. W mieście znajdują się dobrze zachowane zabytki w stylu romańskim m.in.: kościół Vilar de Donas czy zespół klasztorny z XII wieku.